# Маглев
МАГЛЕВ (съкратено от магнитна левитация) е транспортна технология, която позволява придвижване и управление на транспортно средство посредством действието на магнитни сили. Тя е изключително разпространена при разработката на бързоскоростни влакове и поради тази причина понятието МАГЛЕВ се използва най-често за този вид транспорт.
За разлика от традиционните влакови композиции, МАГЛЕВ не се докосва до релси и не използва колела. Между него и транспортното шосе има въздушна възглавница. Поради тази причина единственото триене е това с въздуха. Мощността и скоростта на влаковете, използващи МАГЛЕВ технология са сравними с тези на самолет. Магнитната левитация дава възможност за развиване на високи скорости и ускорения и изкачване на стръмни наклони, но не е приета на пазарно равнище.
Най-високата отчетена скорост на подобен влак е 603 km/h, постигната в Япония през 2015 г., а най-бързата МАГЛЕВ железница, използвана за масова употреба при свързване с аерогара е Трансрапид Шанхай.

## Магнитна левитация при влакове
При този вид влакове се използват магнитни полета, които привеждат превозното средство в
състояние на левитация. Отличават се два типа:
- Електромагнитни левитиращи системи (с електромагнитно окачване ЕмЛС);
- Електродинамични левитиращи системи (с електродинамично окачване ЕдЛС).

При железниците с електромагнитно окачване, посредством постоянен ток и възбуден електромагнит, e налице намагнитване на феромагнитния материал, намиращ се от другата страна на въздушния процеп, което предизвиква притегателна сила. Тъй като този процес на привличане би бил нестабилен без регулация, то при него трябва да се приложи активно отрегулиране на въздушната цепнатина. Шасито на превозното средство обхваща пътното платно, с цел повдигане чрез силите на привличане (пример – Transrapid Шанхай).
При електродинамичното левитиране се пораждат изменящи се магнитни полета, които в отсрещната страна при немагнитни електрични проводници, най-често алуминий, предизвикват вихрови токове, предотвратяващи по-дълбокото нахлуване на магнитното поле, което резултира в появата на отблъскваща сила (пример – JR-Maglev). Електродинамичните левитиращи системи са по-малко енергийно ефективни при ниски и средни скорости, докато при високите такива движението на равномерно предизвиканите полета води до възникването на вихрови токове, като по този начин се намалява енергийният разход на ЕдЛС.
И двете системи могат да работят със свръхпроводящи бобини. И двете системи могат да бъдат организирани с по-висока енергийна ефективност чрез употребата на постоянни магнити.

## Видове двигателен механизъм
Най-редовно при безконтактния двигателен принцип, който е налице при тази технология, се използва линейният мотор. Обикновено от едната страна на въздушната цепнатина се индуцират токове.
Другата, активна страна, е аналогична на статора при ротационните машини. Той може да бъде монтиран в шосето като т.нар. дълъг статор, или като къс такъв, намиращ се вътре в или на превозното средство.
При използването на къси статори за електроснабдяването са необходими чифт електрически шини както и индуктивна трансмисия или дизелов агрегат, като се наблюдава по-голямо тегло на превозното средство. Дългият статор е противоположен от конструктивна гледна точка. Също така при ниска гъстота на превозни средства по пътната отсечка покупката е по-скъпа, дори и статорът да е конструиран с цел максимална тяга при наклони и тръгване от гари.

## Оценка на МАГЛЕВ технологията
Предимства на магнитните левитиращи железници
- По-конкретно при електродинамичната система (EдЛС), от конструкторско гледище, има по-малко въздушно съпротивление, отколкото при железниците, употребяващи електроенергия и поради тази причина при по-високи скорости е по-тих и по-ефективен енергийно. Високи ускорения, резки спирания и изкачвания на пътното трасе са възможни; границите на диапазона им зависи от здравето и сигурността на пътниците. При дългия статор движението на влака се контролира от пътната отсечка, което благоприятства за по-сигурната и по-бърза експлоатация на по-късите безпилотни курсове;
- Няма протъркване при триене.

Недостатъци на магнитните левитиращи железници
- Несъвместимост със съществуващата пътна инфраструктура;
- Не е подходящ и ефективен за превоз на тежки товари и бавни пътници поради високите изисквания за захранване;
- „Откритите“ магнитни полета на системата с дълъг статор, съответно и електричните шини на късите статорни системи, не допускат връзка с частта над шосето, поради това са и обичайни и свободно висящите конструкции. ЖП релсите са скъпи, което усложнява употребата на магнитните носещите се влакове като евтина система за близък превоз;
- Необходимо е изрично изчистване на пътните отсечки при сняг и лед през зимата.

## История

### Началото
През 1914 френският изобретател Емил Бачелет предизвиква сензация в Лондон. Той привел в левитация кухо тяло от алуминий с дължина около един метър, използвайки дълга редица от променливотокови магнити, задвижвани от самостоятелни отворени бобини. Желанието му било чрез подобна система да транспортира писма между Лондон и Ливърпул.
| „                                                                 | „Емил Бачелет, един французин, е изобретил влак, нямащ колела, релси, локомотив и нямащ мотор и въпреки това изминаващ триста мили за един час. Не се поражда нито триене, нито вибрация. На мястото на релсите са поставени като пътна линия алуминиеви пънове, прекъснати на всеки седем – осем метра от портовидни магнити. Над тези пънове и под портите левитира по един стоманен цилиндър, имащ формата на цепелинова гондола и всъщност представляващ влака. Електромагнитните венци в близост до алуминиевите пънове тласкат влака от само себе си при включване към електросистемата, като в същото време го държат във въздуха, докато големите магнити го теглят напред.“ | “ |
| – Fürstenfeldbrucker Wochenblatt, 68. Jg. Nr. 63 vom 6. Juni 1914 | |   |

### Немски Райх
Развитието на магнитните носещи се влакове в Немския Райх е започнато през 1922 г. от Херман Кемпер, който се е занимавал с технологията на електромагнитните въжени линии. През 1934 г. на Кемпер е присъден държавен патент 643316 за електромагнитна левитация на превозни средства. Първоначално е обсъждан опитен влак за развиване на високи скорости, но проектът не се реализира заради Втората Световна Война.

### Немска бундесрепублика
- През 1967 г. Щефан Хедрих основава Общество за влакова инженерна иновация, в което изследователи и фирми се ангажират в по-нататъшната разработка на магнитните левитиращи железници. От 1973 г. това развитие е подето от физика Гьоц Хайделберг и професора Херберт Вех от Техническия университет в Брауншвайг;
- 2 април 1971 г. В град Отобрун до Мюнхен се състои първото тестово пътуване на превозно средство, използващо принципа на магнитната левитираща техника, разработена от МББ (днес Airbus група);
- 11 октомври 1971 г. Фирма Краус-Мафей презентира в Мюнхен-Аллах тестовото превозно средство Трансрапид 02;
- Трансрапид 05 през 1979 г. по опитното си трасе.
- 1979 г. На интернационалното изложение на превозни средства в Хамбург е световно представен първият МАГЛЕВ, допускащ превоз на пътници;
- От 1983 г. В западен Берлин, в близост до Потсдамския площад е открита магнитна пътна линия за близък транспорт, тъй нареченият M-Bahn. Трасето обаче се употребява, въз основа на обединяването на западен и източен Берлин, като пътна линия по време на възстановяването на разделената от Берлинската стена метро отсечка U2, като поради тази причина през 1992 г. M-Bahn е демонтиран и неговото по-нататъшно развитие е преустановено.
- 1984 г. Приведен във функциониране е първият етап на конструиране на тестовото съоръжение на Трансрапид в долна Саксония.

- 22 септември 2006 г. В Латен се случва тежка злопоука. Трансрапид се сблъсква със скорост около 170 km/h в немагнитно задвижван сервизен вагон. Двадесет и трима души загубват живота си, а други десет са тежко ранени.

В Германия конструирането и функционирането на публичните МАГЛЕВ влакове се урежда от „Magnetschwebebahn-Bau und Betriebsordnung (MbBO)“ – Оперативна програма „МАГЛЕВ изграждане и експлоатация“ (MbBO). Съответните закони за разрешително са описани в „Allgemeinen Magnetschwebebahngesetz (AMbG)“ – Общ закон за магнитните носещи се композиции (ОЗМНК). Бундес агенцията по железниците е институцията по надзор и разрешителни, както и при обичайните железници.
Като първо прилагане на магнитните носещи се железници при дългите трасета, след съединението на двете германски държави, бе планувана пътна връзка между Хамбург и Берлин. След като плановете за тази отсечка бяха уточнени, трябваше да се построи или гръбнакът на ОПНВ в метрорегиона Рейн-Рур като Metrorapid, или Трансрапид МАГЛЕВ в Мюнхен, превозващ до летището. Тези планове също впоследствие бяха преустановени. Други дълготрасирани проекти, като Хамбург – Бремен – Нидерландия, не се появяват на по-високо равнище от идейното.

### Швейцария
Швейцарският консорциум SwissRapid планира и разработва магнитна левитираща железница за Швейцария. Като пионер сред мащабните инфраструктурни проекти, идеята ще се реализира частично или изцяло чрез финансирането на частни инвеститори. Швейцарският RapidExpress трябва да разработи дългосрочна връзка между областите Женева и Св. Гален, както и между градовете Люцерн и Базел. Първите проекти включват маршрутите Берн – Цюрих, Лозана – Женева и Цюрих – Винтертур. Тендециално ще се реализира първо отсечката между Лозана и Женева – най-рано през 2020 г. Швейцарският RapidExpress е базиран на магнитната влакова технология Трансрапид, която от 2004 г. се употребява в Шанхай.
Eдин по-ранен и амбициозен бъдещ проект е ШМ (швейцарското метро), транспортна мрежа, свързваща градовете в Швейцария. ШМ АД са имали идеята да направят подземна магнитна левитираща железница, придвижваща се в полувакуумна тръба и по този начин свързваща по-важните градски центрове и летища.
Първоначално е обсъдена пътна артерия между Лозана и Женева. Други възможни
отсечки са били Базел – Цюрих и удължения до техните летища или Женева – Лион. ШМ претърпява неуспех, поради липсата на финансиране.

### Япония
От 1962 г. в Япония протича изследователска работа върху левитиращите магнитни влакове. Междувременно бяха разработени две системи:
- електродинамичният влак JR-Maglev, носещ се на свръхпроводящи магнити, или още наречен Chūō-Shinkansen (дългостаторен задвижващ механизъм, максимална скорост 500 km/h);
- електромагнитният носещ се влак HSST (късостаторен задвижващ механизъм, максимална скорост около 100 km/h).

С Chūō-Shinkansen трябва да се реализира транспортната линия Токио-Нагоя-Осака, като вече съществуващата, дълга 18.4 km. тестова отсечка в областта Яманаши, представлява част от него.
HSST се движи от март 2005 г. с името Линимо по девет километрова отсечка в рамките на експоцентъра, разположен източно от Нагоя. До юли 2005 г. е превозила 10 милиона пътници.

### Китай
В началото на 2004 г. по време редовната си експлоатация, Transrapid Шанхай е записан като най-бързото релсово превозно средство в света, което прави свръзка по разписание с летище. Действа чрез безконтактна електромагнитна левитираща система (ЕмЛС) с безконтактен синхронизиран дългостаторен линеен мотор.

#### Проекти
Със завършването на Transrapid-Joint-Venture (Трансрапид – Джойнтвенчър /ДЗЗД/), през 2002 г. Китай официално започва разработката на собствен МАГЛЕВ влак. По онова време бързото трасе Гуанджоу-Шънджън-Хонконг бе все още в процес на планиране и от няколко години насам се обсъжда идеята за реализирането му посредством МАГЛЕВ. Все пак през 2003 г. съответната комисия прави системно сравнение, което като резултат показва, че не само времето за построяване ще е по-дълго и цената на инвестиция му ще е по-висока, но също така и разходите по експлоатация и поддръжка ще са по-големи. Поради тази причина планът е отказан.
През 2004 г. е частично оборудвана с дълги статори три километрова тестова МАГЛЕВ отсечка от Пудонг линията към Тонгже университета в Шанхай и след това през 2006 г. е изпробвано превозно средство с постоянни магнити. Тази разработка не представлявала никаква конкуренция за Трансрапид-консорциума, който тогава се надявал да подпише договор за над четири милиона за планираното удължаване на отсечката Шанхай-Ханджоу с още 200 километра. Но през 2008 г. и този проект е спрян поради покачващите се оценки на разходите, покачващите се скорости на съвременните влакове и покачващата се съпротива от страна на живущите в близост до трасето, които се страхували от електросмог.

## Разработки
- Южнокорейският фирмов консорциум Ротем разработва МАГЛЕВ влак за близки разстояния и скорости до около 110 km/h, като през 2005 г. трябваше да се осъществи построяването на градска релсова линия от този тип. На 26 септември 2010 г. се състоя в Сеул първата копка на проект за 6,1 километрова отсечка. Готовността на тази пътна линия е планирана да е осигурена до 2012 г., но все още по нея се движат опитни вагони.
- В техническия университет в Дрезден се развива концепция под името СупраТранс, която е базирана на магнитното левитиране на суперпроводници, намиращи се в поле от постоянни магнити. Чрез използването на високо температурни суперпроводници енергийната потребност трябва да спадне.
- Системите за магнитна левитация са обсъждани все повече като начално помощно средство при реализиране на проекти с космически кораби. При тях една такава железница, превозваща ракета, би могла да достига стръмни хълмове или големи укрепени комплекси.
- През май 1998 г. учени от Националната лаборатория Лоуренс Бърклий в Бърклий, Калифорния представят като вторичен продукт от проекта за маховик с енергийни спици една изцяло нова система за магнитна левитация на влакове Inductrack, която чрез пасивно наредени постоянни магнити в Hallach-масив при стайна температура, характеризирани с направата си от нов вид сплав, е значително по-евтина, енергийно по-ефективна и по-икономична от която и да е друга подобна система. Чрез движението си влакът индуцира отблъскващо магнитно поле и по този начин левитира над релсовото тяло. Inductrack трябва в бъдеще, по подобие на ЕдЛС JR-Maglev, да бъде оборудван със спомагателни колелета и също така да бъде приведен, чрез електромагнитен импулс, например от витлов режим съответно в по-развит алтернативен Inductrack II, имащ двойни Hallach масиви. Такава система трябва по-късно да даде възможност не само за по-икономични магнитни железници, но и по-евтини механизми за излитане на ракети. Научни изследвания на НАСА показват, че при ускорение на голяма ракета с помощта на по-развит Inductrack, при стойност на числото на Мах = 0.8, около 30 – 40% от ракетното гориво би било спестено и съответно така може да се уголеми полезният товар или ракетата да бъде смалена.